# Luigi Annoni
Luigi Annoni (Paderno Dugnano, 9 novembre 1890 – Torino, 17 aprile 1974) è stato un ciclista su strada italiano.
Professionista tra il 1913 ed il 1922, conta tre vittorie di tappa al Giro d'Italia.

## Carriera
Corse per la Stucchi e la Legnano, distinguendosi come passista veloce. Ottenne i principali successi nel 1921 e nel 1922, con tre vittorie di tappa al Giro d'Italia. Nel Giro d'Italia 1921 si piazzò decimo in classifica generale. Fu gregario di Costante Girardengo e Giovanni Brunero.

## Palmarès
- 1921

6ª tappa Giro d'Italia (Napoli > Roma)
8ª tappa Giro d'Italia (Livorno > Parma)
- 1922

8ª tappa Giro d'Italia (Firenze > Santa Margherita Ligure)

## Piazzamenti

### Grandi Giri
- Giro d'Italia

1921: 10º
1922: ritirato

### Classiche monumento
- Milano-Sanremo

1920: 17º
1922: 10º
- Giro di Lombardia

1913: 4º
1914: 17º